# Якуб Хронец
Якуб Хронец (на словашки: Jakub Hronec) е словашки футболист, полузащитник. Роден е на 5 септември 1992 г. в град Банска Бистрица, Словакия. От 19 август 2011 г. е състезател на Лудогорец (Разград).

## Кариера
След като става състезател на „Лудогорец“ през есенния полусезон на 2011 г. е преотстъпен на „Калиакра“, където дебютира в професионалния футбол като изиграва 4 мача и отбелязва един гол в срещата Левски-„Калиакра“ 3-2.